# Julian Draxler
Julian Draxler (Gladbeck, 20. rujna 1993.) njemački je nogometaš i nacionalni reprezentativac koji igra na poziciji lijevog krila. Trenutačno igra za katarski Al Ahli. Najmlađi je igrač kluba koji je skupio stotinu službenih nastupa za Schalke 04.
S njemačkom reprezentacijom osvojio je naslov svjetskog prvaka na Mundijalu u Brazilu 2014.

## Karijera

### Klupska karijera
Draxler je dijete Schalkea 04 u kojem je prošao sve uzrasne kategorije prije nego što je debitirao za seniorski sastav 15. siječnja 2011. u prvenstvenom 1:0 porazu od HSV-a. U to vrijeme bio je četvrti najmlađi igrač koji je debitirao u njemačkom prvenstvu. Već sljedeći tjedan u pobjedi nad Hannoverom 96 postao je drugi najmlađi igrač Bundeslige (poslije Nurija Şahina) koji je započeo utakmicu u prvom sastavu.
Te godine s klubom je osvojio njemački kup i Superkup te mu je dodijeljena zlatna medalja Fritz Walter za najboljeg igrača do 18 godina.
Tijekom sezone 2011./12. odigrao je 30 od 34 utakmica u prvenstvu, uglavnom kao krilni igrač dok se sljedeće sezone dokazao kao ključni Schalkeov igrač. Tada mu mjesto u prvom sastavu nije ugrozio ni Brazilac Michel Bastos koji je doveden na posudbu iz Lyona. Tu sezonu (2012./13.) je završio kao najbolji klupski strijelac u prvenstvu (dijeleći prvu poziciju s Huntelaarom) s deset golova i tri asistencije.
U siječnju 2017. je Draxler prešao u francuski Paris Saint-Germain za 38 milijuna funti. Draxler je debitirao na Parku Prinčeva u Coupe de France protiv Bastije. U tom susretu je njemački veznjak zabio sedmi pogodak u 89. minuti. Sedam dana kasnije je debitirao u Ligue 1 protiv Stadea Rennaisa u Rennesu. Jedini gol za momčad iz Pariza zabio je Draxler, koji je pogodio u 39. minuti nakon asistencije Marca Verrattija. Draxler je time postao prvi Nijemac, od Christiana Wornsa 1999. godine, koji je postigao gol za Paris SG u prvenstvu Francuske.

### Reprezentativna karijera
Julian je nastupao za sve njemačke mlade reprezentacije prije nego što je debitirao u dresu Elfa 26. svibnja 2012. u porazu protiv Švicarske. Tada je ušao u igru u 62. minuti kao zamjena za Lukasa Podolskog.
Izbornik Joachim Löw uveo ga je u lipnju 2014. na popis igrača za predstojeće Svjetsko prvenstvo u Brazilu. Ondje je odigrao posljednjih 14 minuta u polufinalu protiv domaćina Carioca te je naposljetku s nacionalnim sastavom osvojio svjetski naslov. Njemački nogometni izbornik objavio je u svibnju 2016. popis za nastup na Europsko prvenstvo u Francuskoj, na kojem je se nalazio Draxler.

#### Pogoci za reprezentaciju
| #  | Datum           | Mjesto               | Protivnik | Pogodak | Rezultat | Natjecanje            |
| -- | --------------- | -------------------- | --------- | ------- | -------- | --------------------- |
| 1. | 2. lipnja 2013. | Washington D.C., SAD | SAD       | 3 : 4   | 3 : 4    | Prijateljska utakmica |

## Osvojeni trofeji

### Klupski trofeji
| Klub       | Trofej       | Sezona / godina |
| Njemačka   | Njemačka     | Njemačka        |
| ---------- | ------------ | --------------- |
| Schalke 04 | DFB-Pokal    | 2010./11.       |
| Schalke 04 | DFL-Superkup | 2011.           |

### Reprezentativni trofeji
| Turnir             | Trofej | Godina |
| ------------------ | ------ | ------ |
| Svjetsko prvenstvo | Zlato  | 2014.  |

### Individualni trofeji
| Trofej                            | Godina |
| --------------------------------- | ------ |
| Zlatna medalja Fritz Walter (U18) | 2011.  |
| Najbolji gol godine               | 2013.  |